# VEB Fettchemie Chemnitz
Der VEB Fettchemie (vormals H. Th. Böhme AG bzw. Böhme Fettchemie GmbH) war ein bedeutendes Chemieunternehmen mit Sitz in Chemnitz und weiteren Produktionsstandorten in Mohsdorf, Oberlichtenau, Zwickau, Dresden und Hirschfelde. Neben Wasch- und Spülmitteln (Fewa, fit) produzierte es vor allem chemische Hilfsstoffe für die Papier-, Leder- und Textilindustrie.

## Unternehmensgeschichte

### Vorgeschichte

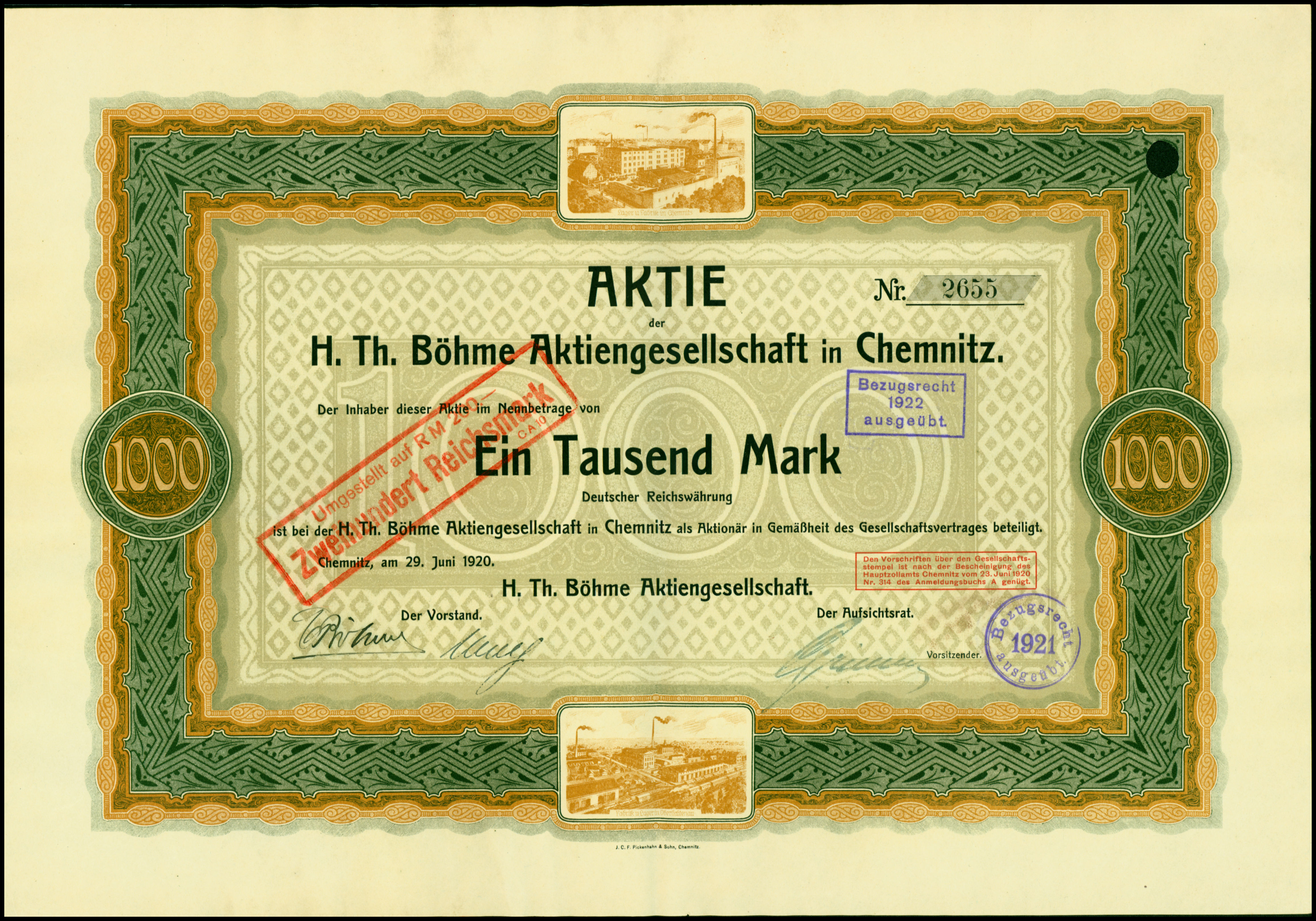
Aktie über 1000 Mark der H. Th. Böhme AG vom 29. Juni 1920

Das Unternehmen ging auf eine 1881 von Hermann Theodor Böhme gegründete „Drogen-, Farben- und chemische Produktenhandlung“ zurück. 1908 erwarb Böhme im damals noch am Stadtrand gelegenen Ort Kappel ein Grundstück, um dort eine chemische Fabrik zur Herstellung von Appreturmitteln, Textilölen und Seifen zu errichten. Nach Böhmes Tod 1909 wurde das Unternehmen in die Familien-Aktiengesellschaft H. Th. Böhme AG umgewandelt. Nachdem Heinrich Bertsch 1932 das erste vollsynthetische Feinwaschmittel Fewa entwickelt hatte, wurde der Betrieb erheblich ausgeweitet und 1934 mit finanzieller Beteiligung des Düsseldorfer Henkel-Konzerns in die Böhme Fettchemie GmbH umgewandelt. Die Zahl der Beschäftigten stieg bis 1938 auf über 900.
In Oberlichtenau bei Chemnitz wurde 1896 das Werk Drogen und Farben Th. Böhme gegründet, das spätere Lack- und Cirene-Werk. Um 1930 gehörte dieses Werk zur H. Th. Böhme AG.

#### Firmenlogo
Das Firmenlogo war der Großbuchstabe „F“ (für „Fettchemie“), an dessen Fuß links und rechts jeweils ein Benzolring anstieß. Das Logo zierte die Köpfe von Briefbögen sowie die Hauptgebäude der Fettchemie-Werke – so auch das Mohsdorfer Werks nach einer Abbildung des neuen Werksteils um 1993.

#### Werbefigur und Werbefilme, FEWA-Markenzeichen
Etwa bis in die 1960er Jahre liefen in Kinos als Vorfilme Werbefilme, in denen das Vollwaschmittel (Waschpulver) FEWA (eingetragenes Warenzeichen) mittels der Zeichentrick-Figur der „Johanna“ beworben wurde (siehe Abbildung der FEWA-Packung).

### Entwicklung in der DDR
Nach dem Volksentscheid in Sachsen 1946 wurde der Betrieb enteignet und 1948 in VEB Fettchemie und Fewa-Werke Chemnitz umbenannt (ab 1956: VEB Fettchemie Karl-Marx-Stadt). Im Rahmen der zentralen Lenkung der DDR-Chemieindustrie wurde die Fettchemie wechselnden Vereinigungen Volkseigener Betriebe (VVB) zugeordnet, ab 1980 gehörte sie zum Kombinat Haushaltchemie Genthin und ab 1984 schließlich zum Chemiekombinat Bitterfeld. Zugleich wurden ihr im Laufe der Zeit weitere Betriebsteile angegliedert. Ende der 1980er Jahre hatte die Fettchemie insgesamt 2500 Beschäftigte, davon 1800 im Stammwerk in Chemnitz.

### Entwicklung nach der Wiedervereinigung
1990 wurde der VEB Fettchemie erneut in eine Kapitalgesellschaft (Fettchemie GmbH) umgewandelt, das Stammwerk von der Treuhandanstalt aber als nicht sanierungsfähig eingestuft und bis Ende 1991 stillgelegt. Ein Teil der Belegschaft wurde in eine Auffanggesellschaft überführt, die mit dem Abriss und der Bodensanierung des 8,5 Hektar großen Betriebsgeländes begann. Seit 1992 wird das Areal von der Solaris-Gruppe zu einem Technologiepark umgebaut und vermarktet. Das Umnutzungskonzept wurde im Rahmen der Expo 2000 als „weltweites Projekt“ ausgezeichnet. An der Südwestecke des ehemaligen Betriebsareals, direkt an der Neefestraße, wurde das Solaris-Hochhaus errichtet. Um 1992 wurde im nordöstlichen Teil des Werksgeländes, nahe der Bahnstrecke Dresden–Werdau, das „Deutsche Spielemuseum“ eingerichtet.

### Verarbeitete Rohstoffe und hergestellte Produkte
In Chemnitz-Kappel wurden biologische Öle wie Fischöl und Tierfette verarbeitet. Außerdem Schwefelsäure/ Oleum, Chlorsulfonsäure, Natriumhydroxid oder konzentrierte Natronlauge, Fettsäuren und Fettalkohole.
Zur Herstellung der Waschpulver wurde außerdem Natriumsulfat und Natriumhexametaphosphat benötigt. Außerdem Parfümöle. Hergestellt wurden im Kappeler Werk u. a. das vollsynthetische Vollwaschmittel FEWA, sowie das Industriewaschmittel „Desipon“ (Waschpulver). Das Werk in Mohsdorf bezog aus einem Betrieb in Bitterfeld, der noch als ICL-Group existiert, Phosphortrichlorid und stellte damit Waschhilfsmittel, organische Phosphate oder Phosphonate her. Letzteres sind nichtionische Tenside, also waschaktive Substanzen. 2022 stellt man im Mohsdorfer Werk des Folgeunternehmens „Zschimmer und Schwarz“ immer noch das Produkt Cublen K aus Essigsäure und Phosphortrichlorid her. Es wird Waschmitteln als wasserenthärtender Zusatz zugesetzt.
Außerdem wurden im alten Mohsdorfer Werk Chlorierungen von Aromaten, wohl von Benzol durchgeführt. Diese sollen als Insektizide eingesetzt worden sein. In Chemnitz-Kappel wurden vermutlich auch Fettalkoholsulfate hergestellt, da diese wesentlicher Bestandteil des Markenproduktes FEWA waren. Hergestellt wurde außerdem „Avistat“, ein antistatischer flüssiger Weichspüler. „Mückol“ war ein Mittel zur Abwehr von Mücken, das Feinwaschmittel „Fay“ und das Pflanzenschutzmittel „Fekama“. „Fesi-mon“ und „Fesia-form“ waren hier hergestellte Desinfektionsmittel. „Hydramon“ war ein Hygieneprodukt für Frauen. „Priasol“ war ein antibakterielles Mittel. Hergestellt wurde auch das Imprägniermittel „WAP“.
Das Industriewaschmittel „Desipon“ wurde in der Lehrlingsausbildung im Chemielabor aus Fettalkohol und konzentrierter Schwefelsäure hergestellt. Es wurde also durch Sulfonierung hier aus Fettalkohol Fettalkoholsulfat hergestellt. Industriell soll die Sulfonierung aber mittels Chlorsulfonsäure durchgeführt worden sein, welche man in der Lehrlingsausbildung aus Sicherheitsgründen nicht anwenden wollte.
Da bei der Sulfonierung mittels Chlorsulfonsäure auch Chlorwasserstoffgas in großen Mengen anfällt, wird die Fettchemie auch die angefallene chemisch reine Salzsäure gehandelt haben.
Der diskontinuierliche Produktionsprozess, der offenbar in der Fettchemie Karl-Marx-Stadt angewendet wurde um Fettalkoholsulfat herzustellen ist im Brockhaus abc Chemie unter „Alkylsulfate“ beschrieben und schematisch abgebildet: In einem ersten Rührkessel werden Schwefelsäure (oder Chlorsulfonsäure) und Fettalkohol miteinander umgesetzt. Die anfallende Reaktionswärme wird durch einen Kühlmantel abgeführt. Das entstandene Fettalkoholsufat (Alkylsulfat) wird in einem zweiten Rührkessel nun mit Natronlauge verseift. Es entsteht so das Natriumsalz (Natriumalkylsufat). Dieses Salz hydrolysiert kaum und hat als wässrige Lösung daher einen fast neutralen pH-Wert. Bei 50 °C entfaltet es seine optimale Waschkraft.

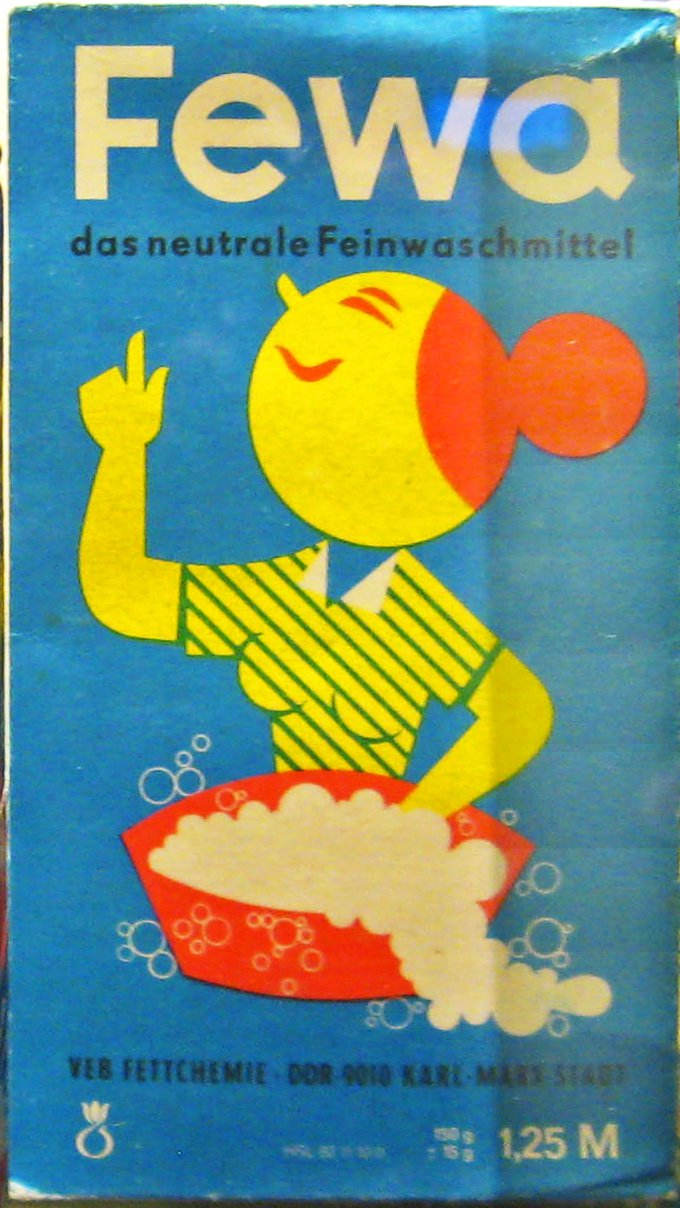
: Das vollsynthetische Waschmittel Fewa, beworben mit Werbefigur Johanna, der fleißigen Hausfrau, war das bekanntestes Produkt
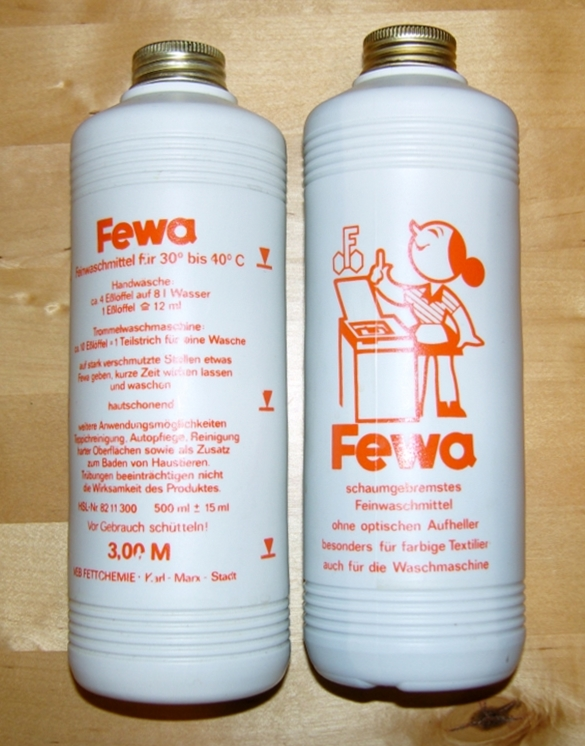
Fewa als Flüssigwaschmittel, man beachte das Firmenlogo (F mit Benzolringen)
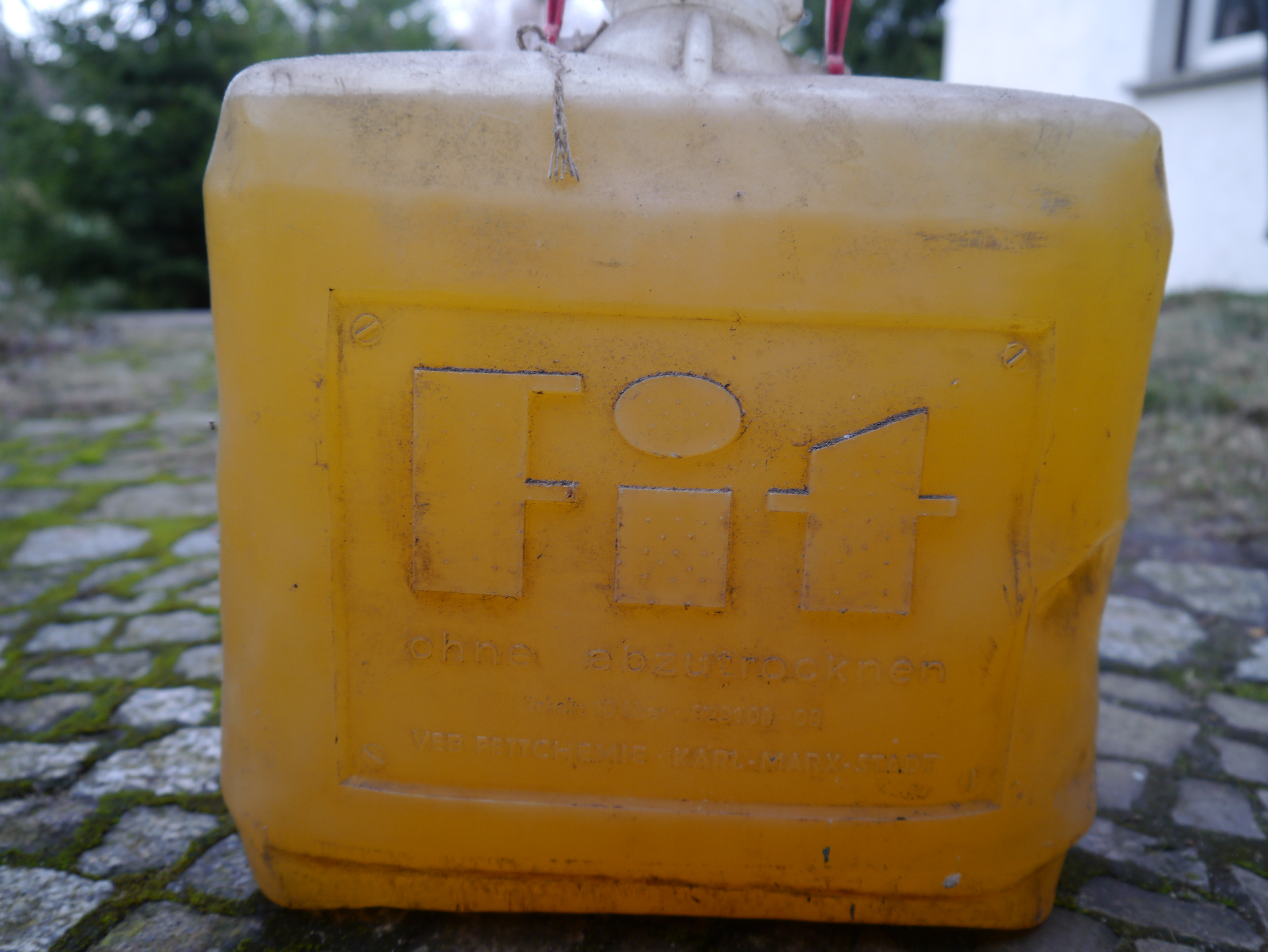
Fit (Spülmittel)

## Weitere Standorte
- Dresden-Gittersee: gehörte ursprünglich zur SDAG Wismut bzw. zur Filmfabrik Wolfen, seit 1963 zur Fettchemie, produzierte u. a. Rohstoffe für die pharmazeutische Industrie
- Dresden-Neustadt (VEB Dresden-Chemie): wurde 1879 von Adolf Theodor Böhme (Bruder von H. Th. Böhme) gegründet, nach 1945 teilstaatlich und 1972 volkseigen, ab 1976 Teil der Fettchemie, produzierte hauptsächlich Hilfsmittel zur Textilveredelung
- Hirschfelde: Nachdem bereits 1955 das Spülmittel fit auf den Markt gebracht worden war, übernahm der VEB Fettchemie 1967 einen Teil des ehemaligen Braunkohlenwerkes Herkules in Hirschfelde bei Zittau und baute dort ein Werk für flüssiges Spülmittel auf. 1984 wurde das Werk dem Leuna-Kombinat angegliedert, nach 1990 privatisiert und firmiert heute als fit GmbH.

- Oberlichtenau: Ehemalige Wachsfabrik, bereits um 1896 von H. Th. Böhme aufgekauft und zunächst als Rohstofflager, später auch als Produktionsstätte genutzt.
- Mohsdorf: Die ehemalige Zwirnerei wurde bereits 1926 von der Böhme Fettchemie übernommen und zu einer Chemiefabrik ausgebaut, 1993 vom ebenfalls aus Chemnitz stammenden Spezialchemie-Unternehmen Zschimmer & Schwarz übernommen.[11]
- Zwickau: 1884 gegründet als chemische Fabrik von Theodor Rotta, 1946 enteignet und zunächst der VVB „Sapotex“ unterstellt, ab 1950 Betriebsteil der Fettchemie; produzierte vor allem Leder- und Textilhilfsmittel, Imprägniermittel, Färberei- und Druckereihilfsmittel, nach 1990 von den Erben Rottas zurückgekauft (2007 bis 2018: Loser Chemie GmbH[12])

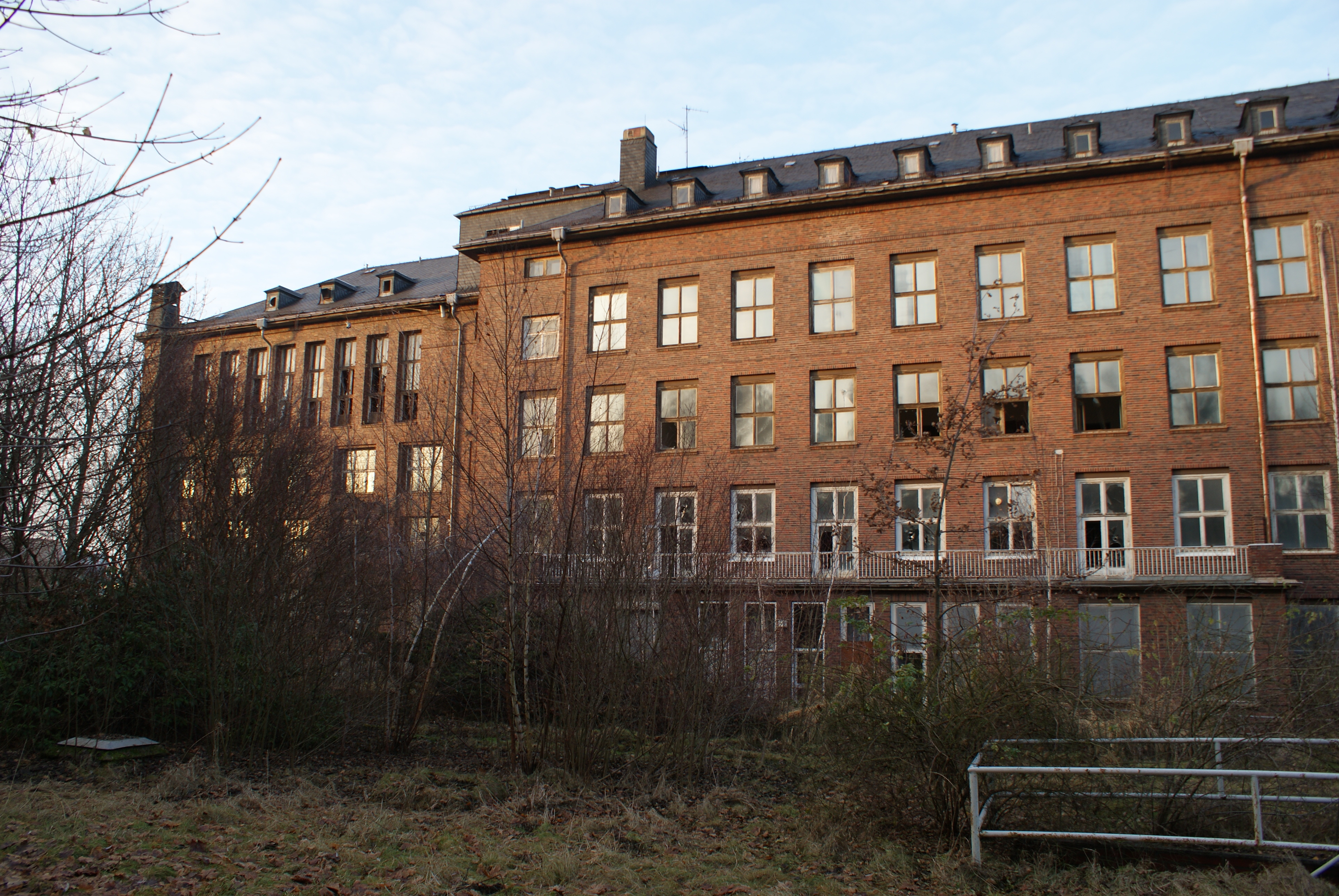
Erhaltenes Verwaltungsgebäude des Hauptwerkes in Chemnitz-Kappel, es enthielt auch Chemielabore und im Treppenhaus einen Paternosteraufzug
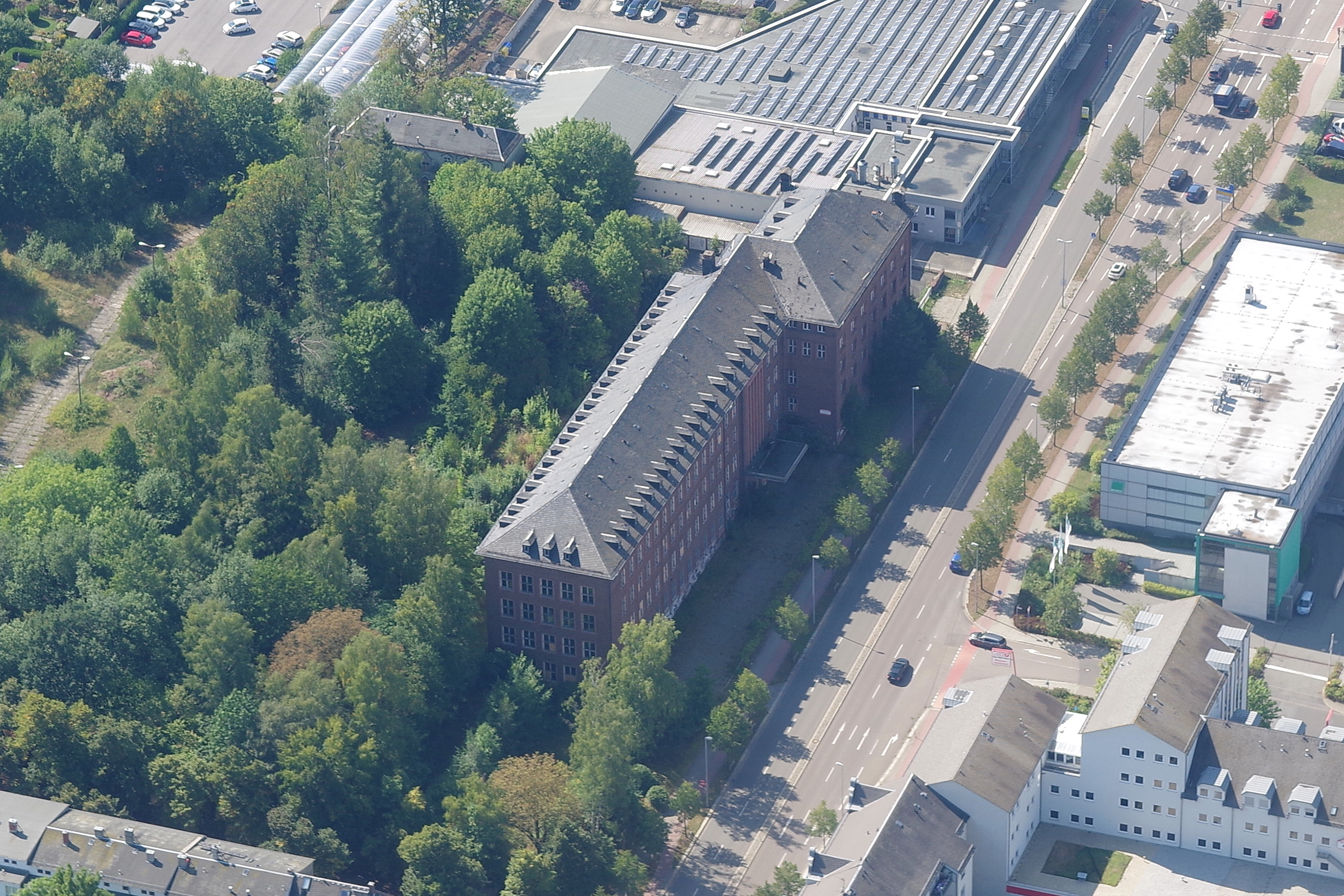
Luftbild des ehemaligen Verwaltungsgebäudes in Chemnitz-Kappel an der Neefestraße
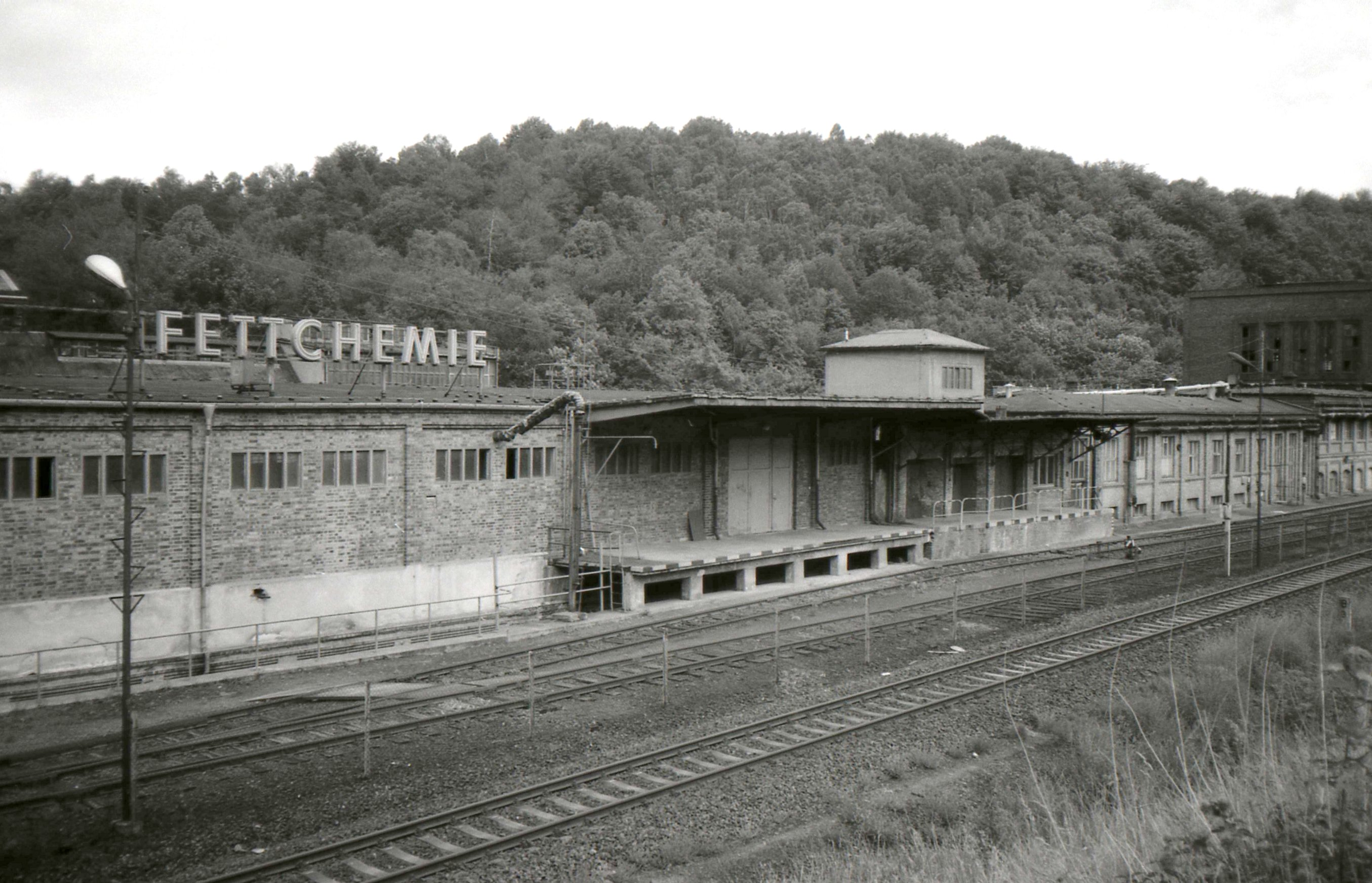
Das alte Werk in Mohsdorf, Gleisanschluss, Juni 1993
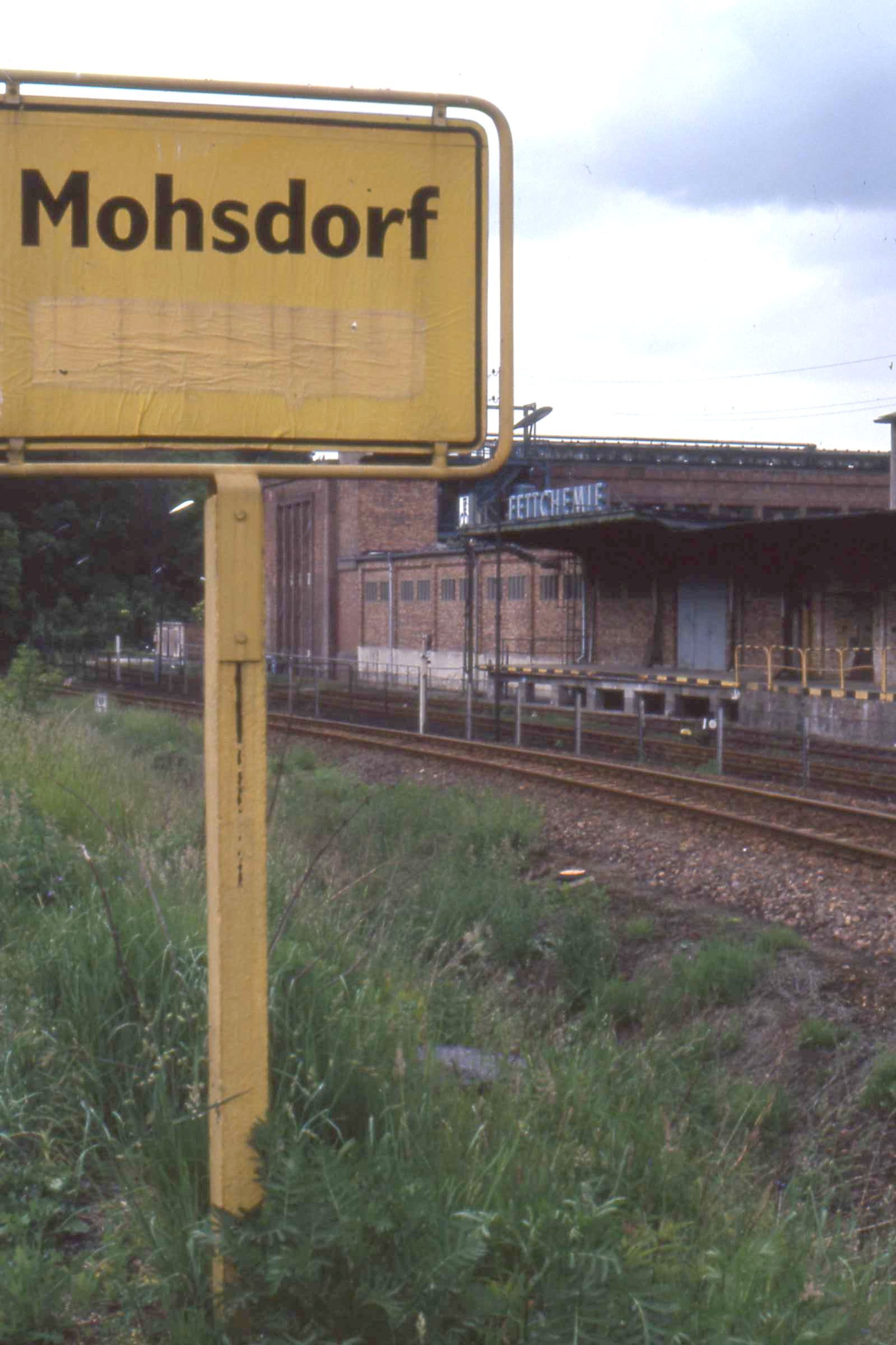
Altes Mohsdorfer Fettchemie-Werk im Juni 1993
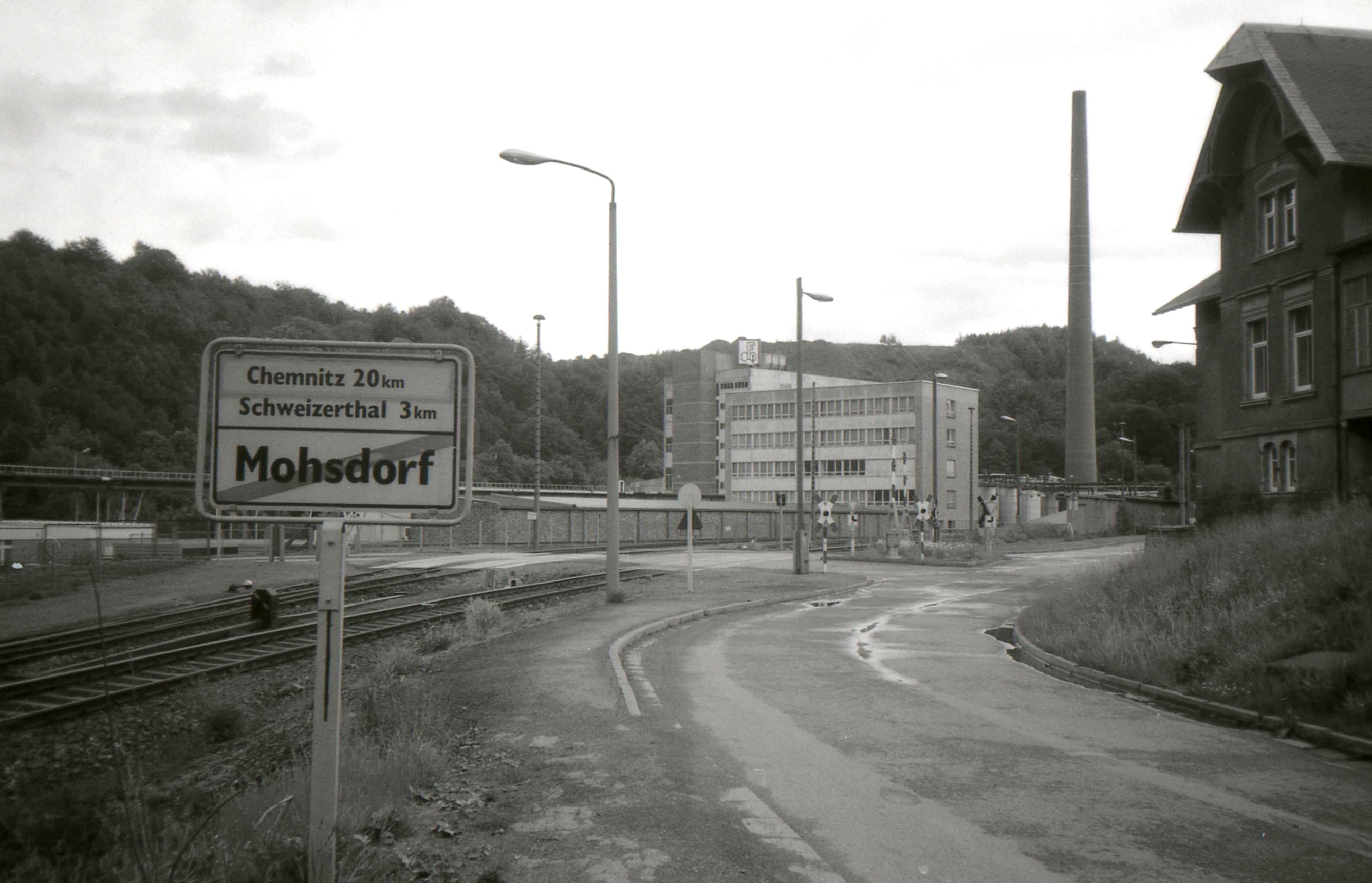
Neuer Werksteil der Fettchemie in Mohsdorf im Juni 1993
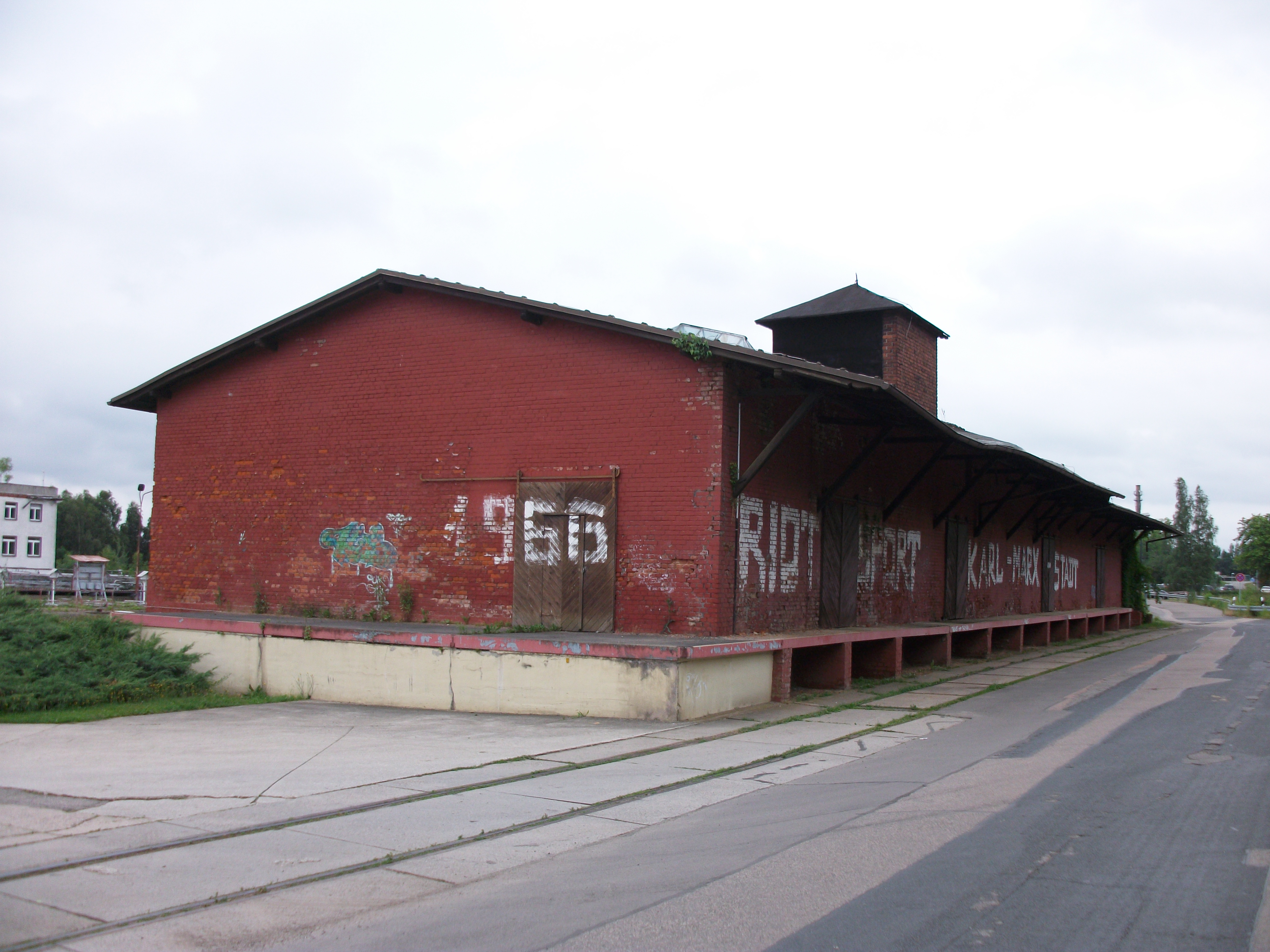
Lagerhaus der „H. Th. Böhme A.G“ Lackfabrik in Oberlichtenau (Nutzung um 1930) im Jahre 2022
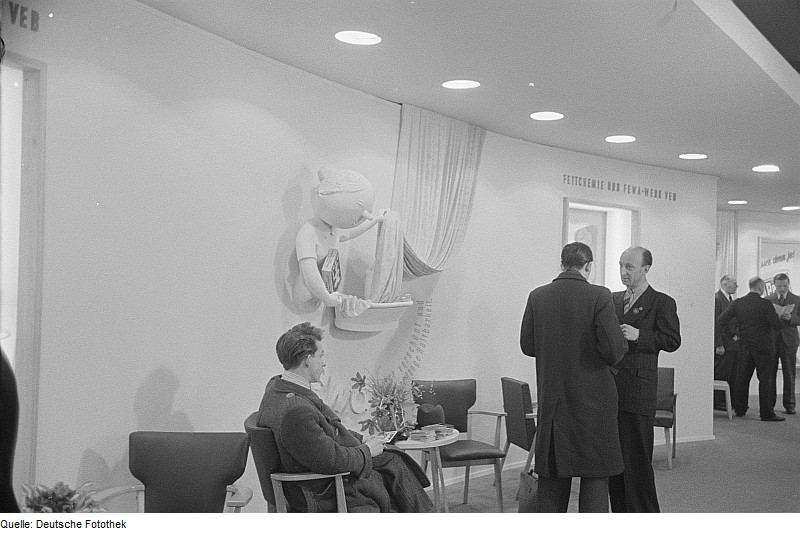
Messestand auf der Leipziger Messe 1951, mit Werbefigur „Johanna“

## Soziales, Kultur und Sport
Bereits in den 1920er Jahren begann die damalige Böhme Fettchemie mit sozialen Unterstützungsleistungen für die Belegschaft. In den 1930er Jahren wurden unter dem Dach der Deutschen Arbeitsfront kulturelle Aktivitäten wie ein Spielmannszug oder eine Betriebsbücherei gefördert. In der DDR kamen betriebseigene Versorgungseinrichtungen wie Kindergärten, Ferienheime, eine Berufsschule sowie ein Kulturhaus hinzu. Die Betriebssportgemeinschaft „Fewa Chemnitz“ war eine der größten der Region und gilt als Keimzelle des heutigen Chemnitzer FC.
Die Betriebsbücherei der Fettchemie in Karl-Marx-Stadt, in Kappel, trug den Ehrennamen Erich Weinert, wie Stempel in erhaltenen Büchern zeigen.

## Hinweise zum Namen Fettchemie
Der Begriff Fettchemie (auch: Oleochemie) steht historisch für die Verarbeitung von pflanzlichen und tierischen Fetten und fetten Ölen.
In der DDR existierten laut einer Karte der Chemiebetriebe der DDR außer in Chemnitz noch in folgenden Orten Unternehmen, die ebenso wie die VEB Fettchemie Karl-Marx-Stadt zur Branche Fettchemie gehörten und somit offenbar waschaktive Substanzen produzierten: Dresden, Radebeul, Riesa, Berlin, Calbe/Saale, Wolfen, Bitterfeld, Leipzig, Zeitz, Rodleben und Genthin.